# Steponas Kairys
Steponas Kairys (áudioⓘ; 3 de janeiro de 1879 em Užnevėžiai, perto de Ukmergė – 16 de dezembro de 1964 em Brooklyn) foi um engenheiro, nacionalista e político social-democrata lituano. Ele estava entre os 20 homens que assinaram a Declaração de Independência da Lituânia em 16 de fevereiro de 1918.